# Autumnimiris rubicundus
Autumnimiris rubicundus är en insektsart som först beskrevs av Philip Reese Uhler 1872.  Autumnimiris rubicundus ingår i släktet Autumnimiris och familjen ängsskinnbaggar. Inga underarter finns listade i Catalogue of Life.